# Bristol Jupiter Fighter
El Bristol Type 76 Jupiter Fighter y el Type 89 Trainer fueron derivados de un caza británico de la Primera Guerra Mundial (el F.2 Fighter), propulsados por motores radiales Bristol Jupiter. Aunque el Type 76 no tuvo éxito como caza, se utilizó como avión de entrenamiento avanzado entre 1924 y 1933 (Type 89).

## Diseño y desarrollo
Para demostrar su nuevo motor Jupiter en un avión económico, pero de rendimiento relativamente alto, la Bristol Aeroplane Company autorizó la conversión de tres fuselajes de F.2 excedentes de guerra para utilizar el Jupiter, para crear el Type 76 Jupiter Fighter, que también se esperaba vender como caza a fuerzas aéreas extranjeras.
El primero de estos tres aviones voló en junio de 1923. Si bien la instalación del motor resultó satisfactoria, y que el Type 76 tenía la misma capacidad de combustible que el F.2, el mayor consumo de combustible del Jupiter, en comparación con el Rolls-Royce Falcon original del F.2, significó que el avión tenía un alcance inadecuado para su uso como caza, mientras que la estela sobre la cabina del observador impedía que el mismo usara su ametralladora Lewis de 7,7 mm. Debido a estos defectos, no se construyeron más ejemplares Type 76 después de los tres iniciales.
Aunque no era adecuado como avión de caza, el éxito de la instalación del motor del Jupiter Fighter dio lugar a la decisión de producir una versión de entrenamiento avanzada, para complementar a los Bristol Tourer con motor Siddeley Puma que ya se utilizaban en esta tarea. El resultado de esta combinación fue el Type 89 Trainer, del que se produjeron un total de 23 unidades.

## Historia operacional
Mientras que el primer Jupiter Fighter fue evaluado en Martlesham Heath y juzgado como defectuoso, ya que se perdió el 23 de noviembre de 1923 cuando el motor se atascó a gran altitud, el segundo fue enviado a Suecia para su evaluación, donde se las arregló excelentemente con el frío extremo del invierno sueco, utilizando el Jupiter combustibles normales y aceite de motor de invierno, operando sin problemas a temperaturas que normalmente hacían que el aceite de motor se congelara en horas. El segundo Type 76 fue adquirido por la Fuerza Aérea Sueca, que lo operó desde mayo de 1924 hasta 1935, cuando fue vendido a un comprador privado, siendo finalmente dado de baja en 1936. El último Type 76 se utilizó como banco de pruebas para una versión de alta compresión del Jupiter destinada a su uso a gran altitud, que estaba equipada con un sistema bicombustible que permitía el uso de alcohol a bajas altitudes, cambiando luego a gasolina normal, una vez que el avión había alcanzado la altitud suficiente para evitar una detonación prematura (picado de bielas). Este sistema fue rechazado en favor de la sobrealimentación.
Los entrenadores avanzados con motor Jupiter entraron en servicio en la Escuela de Vuelo de la Reserva de Filton, operada por Bristol, en 1924. También fueron utilizados por la Escuela de Vuelo de la Reserva de Renfrew operada por la William Beardmore and Company, donde los aviones propiedad de Beardmore estaban propulsados por motores Jupiter VI, mientras que los aviones con base en Filton estaban propulsados por motores Jupiter IV excedentes, como medida económica. Permanecieron en uso en Renfrew hasta 1928 y en Filton hasta 1933, cuando fueron reemplazados por aviones Hawker Hart, y desguazados.

## Variantes
Type 76 Jupiter Fighter
Prototipo del Bristol Jupiter Fighter. Uno construido.
Type 76B
Segundo prototipo del Jupiter Fighter, vendido a Suecia, también conocido como Swedish Fighter.
Type 76A
Tercer Jupiter Fighter: utilizado para probar el Jupiter experimental de doble combustible. Posteriormente, se convirtió al Type 89.
Type 89 Trainer
Entrenador avanzado propulsado por Jupiter. Nueve construidos.
Type 89A
Entrenador modificado con nuevo fuselaje monocasco recubierto de madera contrachapada. Se construyeron 15 ejemplares (incluido uno construido en Renfrew a partir de piezas de repuesto y componentes recuperados de un avión estrellado).

## Operadores
Reino Unido
- Escuela de Vuelo de la Reserva de Filton
- Escuela de Vuelo de la Reserva de Renfrew

 Suecia
- Fuerza Aérea Sueca

## Especificaciones (Type 89)
Referencia datos: British Civil Aircraft since 1919 Volume 1 

### Características generales
- Tripulación: Dos (instructor y alumno)
- Longitud: 7,6 m (25 ft)
- Envergadura: 12 m (39,2 ft)
- Altura: 2,7 m (9 ft)
- Superficie alar: 37,6 m² (404,7 ft²)
- Peso vacío: 1055 kg (2325,2 lb)
- Peso cargado: 1474 kg (3248,7 lb)
- Planta motriz: 1× motor radial de 9 cilindros refrigerado por aire Bristol Jupiter IV.
  - Potencia: 240 kW (331 HP; 326 CV) (ajustado)
- Hélices: Bipala de paso fijo

### Rendimiento
- Velocidad máxima operativa (Vno): 180 km/h (112 MPH; 97 kt)
- Velocidad crucero (Vc): 151 km/h (94 MPH; 82 kt)
- Alcance: 550 km (297 nmi; 342 mi)
- Techo de vuelo: 6750 m (22 146 ft) (Jupiter Fighter)
- Carga alar: 39,2 kg/m² (8 lb/ft²)
- Potencia/peso: 0,161 kW/kg (0,098 hp/lb)

## Aeronaves relacionadas

### Secuencias de designación
- Secuencia Numérica (interna de Bristol): ← 72 - 73 - 75 - 76 - 77 - 79 - 81 -- 84 - 86 - 88 - 89 - 90 - 91 - 92 →